# Limbangan (Bener)
Limbangan is een bestuurslaag in het regentschap Purworejo van de provincie Midden-Java, Indonesië. Limbangan telt 1588 inwoners (volkstelling 2010).